# Ранџит Синг
Ранџит Синг (13. новембар 1780 – 27. јун 1839) је био индијски владар.

## Биографија
Након очеве смрти (1792) наследио је незнатан део територије и војске конфедерације Сикха у Пенџабу. Уз помоћ Заман Шаха, краља Авганистана, постао је 1798. године гувернер Лахора. Организовао је врло солидну војску од око 75.000 људи у намери да створи јаку, централизовану државу Сикха. До 1806. године успео је да уједини сва племена Сикха западно од реке Сатлаџ. Покушај прикључења племена источно од те реке наишао је на отпор британских колонизатора. Априла 1809. године је са Британцима склопио споразум о пријатељству чиме је признао британску окупацију источних племена. Затим је кренуо са ширењем своје државе ка северу и западу. У рату против Гурка (1809-11), освојио је област Кангра. Јула 1813. тешко је поразио авганистанску војску и освојио утврђени град Аток. Године 1818. ушао је у Мултан, а наредне године је освојио Кашмир. До 1824. године је контролисао највећи део долине Инда. Даље ширење државе спречили су Британци. Сингови наследници нису успели да одрже његову државу. Непуних десет година након Сингове смрти, и овај последњи део Индије пао је под власт Британаца. 